# Copa Prelibertadores Femenina Colombia 2013
La Copa Prelibertadores Femenina Colombia 2013 fue la segunda edición del torneo de fútbol femenino en Colombia organizado por la Federación Colombiana de Fútbol para definir al equipo que representaría a Colombia en la Copa Libertadores Femenina 2013 debido a que en este país no existía una liga femenina de fútbol.

## Sistema de juego
El torneo se juega con cuatro equipos en un cuadrangular con sede fija en Bogotá. Se disputaron tres fechas los días 27, 28 y 29 de septiembre el equipo que alcance el mayor número de puntos en sus tres juegos se quedará con el título de campeón de la Copa Pre Libertadores Femenina 2013 y obtendrá el cupo directo a la Copa Libertadores de América Femenina 2013 que se diaputará en Foz do Iguaçu, Brasil.

## Equipos participantes
| Equipo                  | Departamento    | Ciudad      |
| ----------------------- | --------------- | ----------- |
| Botín de Oro            | Santander       | Bucaramanga |
| Formas Íntimas          | Antioquia       | Medellín    |
| Generaciones Palmiranas | Valle del Cauca | Palmira     |
| Gol Star                | Bogotá          | Bogotá      |

## Posiciones
Estas son las posiciones del cuadrangular disputado en Bogotá.
| Pos | Equipos                 | Pts | PJ | G | E | P | GF | GC | Dif |
| --- | ----------------------- | --- | -- | - | - | - | -- | -- | --- |
| 1.  | Formas Íntimas          | 9   | 3  | 3 | 0 | 0 | 7  | 2  | 5   |
| 2.  | Gol Star                | 6   | 3  | 2 | 0 | 1 | 5  | 3  | 2   |
| 3.  | Generaciones Palmiranas | 3   | 3  | 1 | 0 | 2 | 5  | 5  | 0   |
| 4.  | Botín de Oro            | 0   | 3  | 0 | 0 | 3 | 3  | 10 | -7  |

### Evolución de la clasificación
- Actualizada 29 de septiembre de 2013.

| Equipo / Fecha          | 01 | 02 | 03 |
| ----------------------- | -- | -- | -- |
| Formas Íntimas          | 1  | 1  | 1  |
| Gol Star                | 2  | 3  | 2  |
| Generaciones Palmiranas | 3  | 2  | 3  |
| Botín de Oro            | 3  | 4  | 4  |

|  | Clasificado a Copa Libertadores Femenina 2012 |
|  | Eliminados                                    |

## Resultados
Estas son las 3 fechas del cuadrangular jugadas del 27 al 29 de septiembre

### Fecha 1
| 27 de septiembre de 2013, 13:30 | Gol Star                           | 2 : 1   | Botín de Oro   | Sede Deportiva FCF, Bogotá |  |
|                                 | Karen Paez 83' · Lorani Bernal 90' | Reporte | Zaira Rico 17' |                            |  |

| 27 de septiembre de 2013, 15:30 | Formas Intimas                       | 2 : 0   | Generaciones Palmiranas | Sede Deportiva FCF, Bogotá |  |
|                                 | Jennyfer Peñalosa 29' · Diana Ospina | Reporte |                         |                            |  |

### Fecha 2
| 28 de septiembre de 2013, 13:30 | Formas Intimas                          | 2 : 1   | Gol Star           | Sede Deportiva FCF, Bogotá |  |
|                                 | Catalina Usme 57' · Daniela Montoya 71' | Reporte | Claudia García 67' |                            |  |

| 28 de septiembre de 2013, 15:30 | Botín de Oro | 1 : 5   | Generaciones Palmiranas                                                 | Sede Deportiva FCF, Bogotá |  |
|                                 |              | Reporte | Ingrid Vidal · Carolina Arias · Angela Clavijo · Angélica Pérez (en c.) |                            |  |

### Fecha 3
| 29 de septiembre de 2013, 10:00 | Botín de Oro | 1 : 3   | Formas Intimas                                  | Sede Deportiva FCF, Bogotá |  |
|                                 |              | Reporte | Catalina Usme · Jennyfer Peñaloza · Yeily Parra |                            |  |

| 29 de septiembre de 2013, 12:00 | Gol Star                              | 2 : 0   | Generaciones Palmiranas | Sede Deportiva FCF, Bogotá |  |
|                                 | Gabriela Maldonado · Anyella Martínez | Reporte |                         |                            |  |

| Colombia                              |
| Campeón Formas Íntimas Segundo título |